# エストフォル県

エストフォル県
Østfold fylke

測地系: 北緯59度20分0秒 東経11度20分0秒 / 北緯59.33333度 東経11.33333度座標: 北緯59度20分0秒 東経11度20分0秒 / 北緯59.33333度 東経11.33333度

エストフォル県（エストフォルけん、ノルウェー語: Østfold [ˈœstˈfɔl] ( 音声ファイル)）は、ノルウェー南部の県。北はアーケシュフース県に接し、東はスウェーデンに接する。西のオスロ・フィヨルドの対岸にはヴェストフォル県がある。県庁所在地はサルプスボルグ。面積は4,004 km²で、人口は309,161人（2023年）。
丘が多く森林に恵まれた土地である。サルプスボルグのほかにフレドリクスタ、モス、ハルデンなどの町があり、ノルウェーの中でも町の多い地域となっている。県の中央を南北にグロンマ川が流れる。
ノルウェーの中でもっとも古くから人間が住んでいた地域で、岩石絵画や古墳があちこちに見られる。多くの工場が集まっており、モスとフレドリクスタには造船所がある。花崗岩の採石場があり、彫刻家グスタフ・ヴィーゲランに使われている。
12ある自治体のうち11自治体がブークモールを公用語としているが、県の公用語はニュートラルである。

## 歴史
1671年10月4日、Smaalenenes amtとして創設された。1919年1月1日、行政改革によりエストフォル県となった。
2020年1月1日、アーケシュフース県、ブスケルー県、エストフォル県およびオップラン県ルンネルとイェヴナーケル、ヴェストフォル県Svelvik（現在のドランメン市の一部）と合併し、ヴィーケン県となった。2024年1月1日、ヴィーケン県の廃止に伴いエストフォル県が再度発足した。

## 基礎自治体

エストフォル県の自治体

2024年1月1日以降、12の基礎自治体（Kommune）が所属している。
| 自治体 コード | 紋章 | 自治体名               | ノルウェー語名 | 人口 (2023年) | 面積 (km2) | 採用言語     |
| ------------- | ---- | ---------------------- | -------------- | ------------- | ---------- | ------------ |
| 3101          |      | ハルデン               | Halden         | 31,730        | 642.48     | ブークモール |
| 3103          |      | モス                   | Moss           | 51,240        | 137.77     | ニュートラル |
| 3105          |      | サルプスボルグ         | Sarpsborg      | 59,038        | 405.60     | ブークモール |
| 3107          |      | フレドリクスタ         | Fredrikstad    | 84,444        | 292.55     | ブークモール |
| 3110          |      | ヴァーレル             | Hvaler         | 4,762         | 90.11      | ブークモール |
| 3112          |      | ラーデ                 | Råde           | 8,317         | 118.76     | ブークモール |
| 3114          |      | ヴォーレル             | Våler          | 6,023         | 256.95     | ブークモール |
| 3116          |      | シプトゥヴェット       | Skiptvet       | 3,886         | 101.20     | ブークモール |
| 3118          |      | インドレ・エストフォル | Indre Østfold  | 46,382        | 791.76     | ブークモール |
| 3120          |      | ラッケスタ             | Rakkestad      | 8,371         | 434.87     | ブークモール |
| 3122          |      | マルカル               | Marker         | 3,639         | 412.89     | ブークモール |
| 3124          |      | アレマルク             | Aremark        | 1,329         | 319.26     | ブークモール |